# George Carey (Politiker, um 1541)

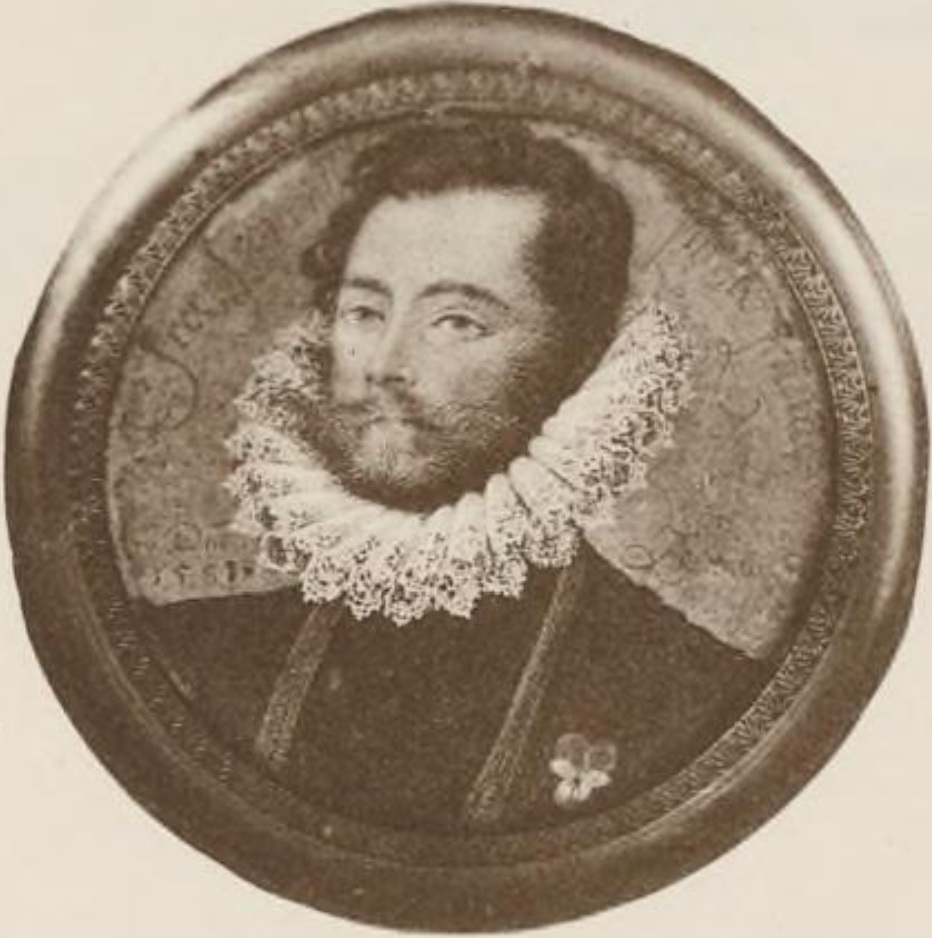
Sir George Carey (1581)

Sir George Carey (auch Cary) (* um 1541; † 15. Februar 1616) war ein englischer Adliger und Politiker, der als Lord Deputy von Irland diente.

## Herkunft
George Carey war der älteste Sohn von Thomas Carey († 1567) und dessen Frau Mary Southcote. Sein Vater war ein Grundbesitzer aus Cockington in Devon. Ab 1558 studierte er am Inner Temple in London. Während sein Vater und auch sein jüngerer Bruder Richard Carey (um 1546-nach 1616) Katholiken blieben, trat Carey zum Protestantismus über.

## Aufstieg zum Lord Deputy von Irland
Nach dem Tod seines Vaters 1567 erbte Carey dessen Besitzungen und stieg rasch zu einem einflussreichen Mitglied der Gentry von Devon auf. 1570 wurde er in Berwick vom Lord Deputy von Irland Thomas Radclyffe, 3. Earl of Sussex zum Knight Bachelor geschlagen. Vor 1572 wurde er Captain der Miliz, um 1579 Friedensrichter und 1587 Deputy Lieutenant von Devon. Bei der Unterhauswahl von 1586 wurde er als Abgeordneter für das Borough Dartmouth gewählt, bei der Wahl von 1589 wurde er, wohl durch die Unterstützung des mit ihm verwandten Sheriffs George Carey aus Clovelly zum Knight of the Shire für Devon gewählt. In den 1590er Jahren freundete sich Carey mit dem mächtigen Earl of Essex an. Bei der Unterhauswahl 1593 kandidierte Carey nicht erneut, denn er begleitete Essex nach Irland, wo dieser englischer Kommandant im neunjährigen Krieg war. Am 1. März 1598 übernahm er das Amt des stellvertretenden Schatzmeisters von Irland. Im selben Jahr wurde auch sein Sohn George, der als Militär in Irland diente, zum Knight Bachelor geschlagen, dieser fiel aber 1599. Carey wurde 1599 Schatzmeister von Irland, was er bis 1606 blieb. Als Essex 1599 nach England zurückkehrte, blieb Carey in Irland und wurde am 24. September 1599 zusammen mit Adam Loftus, anglikanischer Erzbischof von Dublin, zum Lord Justice von Irland ernannt. 1601 führte er eine Münzreform in Irland durch. Dabei soll er sich durch Veruntreuungen bereichert haben, weshalb er sich vor dem Court of Exchequer verantworten musste. Der Prozess zog sich über mehrere Jahre hin, bis er schließlich eingestellt wurde. Ab Mai 1603 diente Carey als Stellvertreter von Lord Lieutenant Charles Blount, 1. Earl of Devonshire, mit dem er eng befreundet war. Als dieser nach England zurückkehrte, blieb Carey bis zum 16. Juli 1604 als Lord Deputy in Irland. Carey versuchte, nach dem Ende des Neunjährigen Kriegs die englische Herrschaft zu sichern und die Verwaltung zu reorganisieren. Trotz seiner eigenen katholischen Verwandtschaft befürwortete er harte Maßnahmen gegen die irischen Katholiken.

## Späteres Leben
Auch während seines Dienstes in Irland behielt Carey gute Kontakte nach Südwestengland. Er kandidierte zwar ab 1593 nicht mehr bei den Unterhauswahlen, doch hatte er gute Beziehungen zu einer einflussreichen Gruppe von Bürgern in Totnes, die im Streit mit der ärmeren Mehrheit der Einwohner lag. Nachdem die Stadt 1596 eine neue Charter erhalten hatte, löste er Richard Sparry als Recorder der Stadt ab. Da er in Irland gebunden war, überließ er das Tagesgeschäft einem Stellvertreter. Während Sparry sich jedoch als Richter neutral verhalten hatte, ließ Carey durch seinen Vertreter die Interessen der wohlhabenden Bürger verteidigen, wozu er einen lebhaften Briefverkehr unterhielt. Dazu unterhielt Carey gute Beziehungen zu Richard Edgcumbe. Edgcumbe heiratete 1602 eine von Careys Töchtern. Sie erhielt von ihm eine stattliche Mitgift von £ 2000. Nach seiner Rückkehr aus Irland zog sich Carey nach Devon zurück. Kurz vor seinem Tod wurde er wegen seiner Gebrechlichkeit als Deputy Lieutenant durch Amias Bampfield abgelöst.

## Familie und Nachkommen
Carey hatte um 1561 Wilmot geheiratet, die geschiedene Frau von John Bury aus Colyton und Tochter und Erbin von John Gifford aus Yeovil. Mit ihr hatte er zwei Söhne und zwei Töchter, darunter:
- Sir George Carey († 1599)
- Anne Carey († vor 1608), ⚭ Richard Edgcumbe

Nach dem Tod seiner ersten Frau heiratete Carey Lettice Rich († 1619), eine Tochter von Robert Rich, 3. Baron Rich und dessen erster Frau Penelope Devereux. Sie war eine Schwester des Earl of Essex und Stieftochter von Baron Mountjoy. Die Ehe blieb kinderlos.
Nach seinem Tod wurde er in Cockington begraben. Da seine Kinder bereits ohne Nachkommen verstorben waren, erbten sein jüngerer Bruder Richard sowie sein Neffe George Cary seine Besitzungen.